# Big Ben Strikes Again
Big Ben Strikes Again is de derde aflevering van de televisieserie Captain Scarlet and the Mysterons, een sciencefictionserie waarin gebruikgemaakt wordt van de poppenspeltechniek supermarionation. De aflevering werd voor het eerst uitgezonden op ATV Midlands in Engeland op 13 oktober 1967.

## Verhaal
Op een nacht rijdt een transportwagen met een atoomwapen door de verlaten straten van Londen. Terwijl de chauffeur, Macey, een routinetelefoontje pleegt met het politie-escorte, kijkt Captain Black vanuit de schaduw toe. Opeens slaat de wagen op hol waardoor de politiewagens ervoor gedwongen worden snel de weg te verlaten. Macey kan niets doen omdat een onzichtbare kracht de controle lijkt te hebben over de wagen. De politieauto achter de wagen wordt tegen een muur gedrukt. Na een roekeloze rit door de stad, rijdt de transportwagen een ondergrondse parkeergarage binnen. De wagen remt plotseling waarbij Macey tegen de ruit botst en het bewustzijn verliest. Ondertussen rapporteert de politie de vermissing van de wagen.
De Mysterons maken via een radio-oproep bekend dat ze Londen zullen vernietigen. Twee uur na de verdwijning roept Colonel White het Cloudbase personeel bijeen. Doordat de transportwagen van lood is, kunnen ze hem niet vinden door puur te scannen naar straling. Over 12 uur zal het wapen in de truck afgaan. Er wordt groot alarm geslagen en de Angel voertuigen rukken uit.
In de parkeergarage komt Macey langzaam bij, kort voor middernacht. Hij verkent de garage, maar alle deuren blijken dicht te zitten. In de verte slaat de Big Ben middernacht, maar tot zijn verbazing hoort Macey 13 slagen. Opeens gaan de deuren van de transportwagen open, en de bom stelt zichzelf in om over 12 uur af te gaan. Macey wil de aftelling stoppen, maar een onbekende macht slaat hem bewusteloos.
Enige tijd later komt Captain Scarlet de gewonde Macey tegen terwijl hij een straat afzoekt met een Spectrum Saloon. Hij brengt Macey naar de Cloudbase, waar hij alles vertelt wat hij nog kan herinneren. Met nog maar drie uur te gaan proberen Scarlet en Captain Blue de parkeergarage te vinden, maar er zijn minstens 2000 Londense parkeergarages die aan Maceys beschrijving voldoen en een test naar de materialen op zijn kleren geeft geen uitsluitsel. Omdat Macey de Big Ben kon horen concludeert Blue dat de parkeergarage binnen 1300 meter van de Big Ben moet zijn. Binnen dit gebied voldoen alleen de Jupiter Way en Park-Vu parkeergarages aan de beschrijving van Macey. Met nog een uur te gaan vliegen Scarlet en Blue naar Londen.
Terwijl ze op weg zijn naar de Park-Vu in een SPV krijgen Scarlet en Blue bericht van Captain Ochre dat de Jupiter Way garage leeg is. In de Park-Vu garage vindt het duo inderdaad de transportwagen. Het ontmantelen van de bom gaat te lang duren, dus moet de bom naar een plek worden gebracht waar hij veilig kan ontploffen.
Terwijl Blue de weg leidt met de SPV, rijdt Scarlet in de transportwagen. Ze arriveren bij een verlaten bouwput die wel vaker wordt gebruikt voor bomtesten. Scarlet rijdt de truck een schacht in, en haast zich terug naar de lift. De lift wordt echter toch geraakt door de ontploffing en Scarlet raakt weer zwaargewond.
Die nacht zitten Blue, Destiny, Melody en de genezen Scarlet in een restaurant. Scarlet wil wel graag weten hoe Blue wist waar ze moesten zoeken. Blue meldt dat Macey zowel op de radio als in de verte de Big Ben hoorde, en 13 slagen telde. Dat kan alleen binnen een bepaalde afstand van de Big Ben. Op die afstand bereikt het geluid van de Big Ben zelf de luisteraar net iets later dan het geluid op de radio, waardoor het lijkt of de klok 13 keer slaat. Spottend meldt Scarlet dat hij 13 tot zijn geluksgetal maakt.

## Rolverdeling

### Reguliere stemacteurs
- Captain Scarlet — Francis Matthews
- Captain Blue — Ed Bishop
- Colonel White — Donald Gray
- Lieutenant Green — Cy Grant
- Captain Ochre — Jeremy Wilkin
- Captain Grey — Paul Maxwell
- Destiny Angel — Liz Morgan
- Melody Angel — Sylvia Anderson
- Stem van de Mysterons — Donald Gray

### Gastrollen
- Macey — Charles Tingwell
- 1e politieagent — Paul Maxwell
- 2e politieagent — Martin King
- 3e politieagent — Jeremy Wilkin
- 4e politieagent — Charles Tingwell
- Radio omroeper — Jeremy Wilkin

## Fouten
- Aan het begin van de aflevering toont de Big Ben de tijd als 11:45. Later verklaart Colonel White dat de transportwagen al 2,5 uur vermist is, dus zou het dan al 2:15 moeten zijn. Maar toch hoort Masey in de scène erop de Big Ben 12 uur slaan.